# Conotrachelus cameronensis
Conotrachelus cameronensis – gatunek chrząszcza z rodziny ryjkowcowatych.

## Taksonomia
Gatunek ten został opisany przez Sleepera w 1954 roku. Holotyp (samicę) odłowiono w maju 1920 roku w Hrabstwie Cameron w Teksasie. Paratypy (11) odłowiono między 1934 a 1939 w mieście Brownsville. Epitet gatunkowy nadano na cześć hrabstwa w którym został odłowiony holotyp.

## Zasięg występowania
USA - występuje w  skrajnie płd. Teksasie, na terenach przybrzeżnych.

## Budowa ciała
Osiąga 4,4 mm długości ciała.

## Biologia i ekologia
Aktywny od kwietnia do lipca.